# Itō Sachio
Itō Sachio (伊藤 左千夫, 18 septembre 1864 - 30 juillet 1913), est le nom de plume de Itō Kōjirō (伊藤 幸次郎), poète tanka et romancier actif durant l'ère Meiji du Japon.

## Biographie
Itō naît dans ce qui est à présent la ville de Sanmu, préfecture de Chiba, cadet d'une famille paysanne. Il suit les cours de la Meiji Horiritsu gakko (prédécesseur de l'Université Meiji), mais la quitte sans diplôme.
Son intérêt pour la poésie l'amène à rencontrer Masaoka Shiki qui l'accepte pour étudiant. Itō fonde la revue littéraire Araragi en 1903 et en reste le rédacteur en chef jusqu'en 1908. Il publie alors ses poèmes, des critiques littéraires et des essais sur le Man'yōshū. Il  publie un roman d'amour sentimental, Nogiku no haka (ja) (« La marguerite sauvage », 1906) dans le magazine littéraire Hototogisu. L'histoire est devenue un classique populaire, et a été adaptée au cinéma en 1955, 1966 et 1981.
Itō a été considéré comme le plus proche disciple de Masaoka Shiki avec la publication posthume de son anthologie de poésie Sachio kashu en 1920. Parmi ses disciples on compte Saitō Mokichi et Tsuchiya Bunmei.
En plus de sa carrière littéraire, Ito est également un maître amateur de la cérémonie japonaise du thé. Il meurt des suites d'une hémorragie cérébrale.

## Source de la traduction
- (en) Cet article est partiellement ou en totalité issu de l’article de Wikipédia en anglais intitulé « Itō Sachio » (voir la liste des auteurs).